# Onobrychis cornuta
Onobrychis cornuta — вид квіткових рослин із родини бобових (Fabaceae).

## Біоморфологічна характеристика

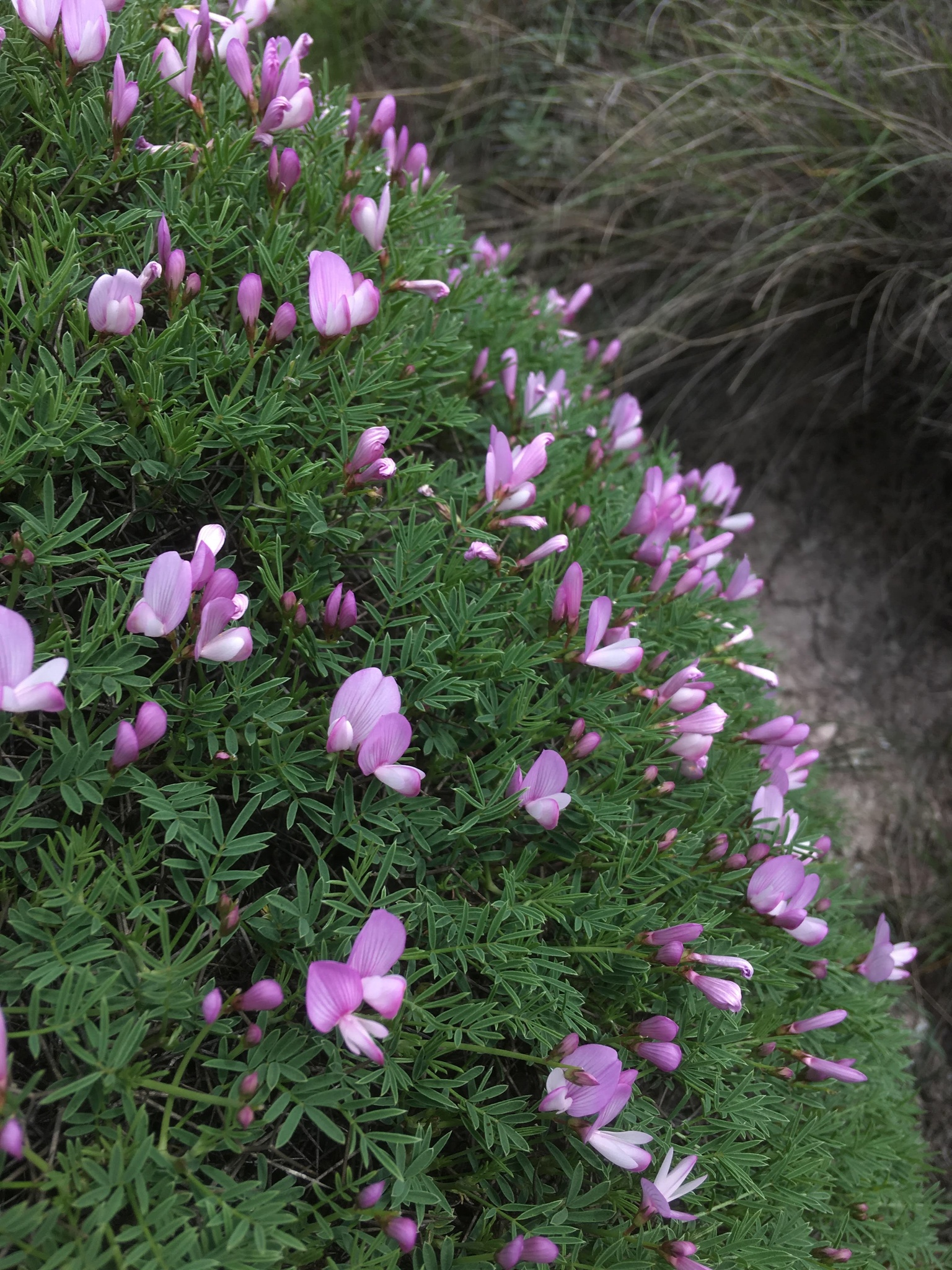

Багаторічник. Складнорозгалужений кущ, що утворює колючі подушки або пучки до 60 см у діаметрі й до 50 см заввишки. Листки з 2–5 парами лінійних або лінійно-ланцетних листочків, гострі чи тупі, поверхня шовковиста чи волосиста з обох боків. Суцвіття 2–5-квіткове. Чашечка 4.5–6 мм, включаючи 2–2.5 мм нерівні зубці. Віночок червонувато-пурпуровий, лавандовий, білий чи рожевий. Плоди 8–13 мм завдовжки, голі чи ворсисті, напівкруглі, стиснуті, гребенисті. Квітне у травні — липні.

## Середовище проживання
Зростає на Кавказі, у західній, південно-західній і центральній Азії: Афганістан, Іран, Ірак, Ліван, зх. Сирія, Туреччина, Вірменія, Азербайджан, Грузія, Росія, Киргизстан, Таджикистан, Туркменістан, пн. Пакистан.
Населяє скелясті схили та осипи, 1200–3100 метрів.